# Liste der Bodendenkmäler in Walderbach
Auf dieser Seite sind die Bodendenkmäler in der Oberpfälzer Gemeinde Walderbach zusammengestellt. Diese Tabelle ist eine Teilliste der Liste der Bodendenkmäler in Bayern. Grundlage ist die Bayerische Denkmalliste, die auf Basis des Bayerischen Denkmalschutzgesetzes vom 1. Oktober 1973 erstmals erstellt wurde und seither durch das Bayerische Landesamt für Denkmalpflege geführt wird. Die folgenden Angaben ersetzen nicht die rechtsverbindliche Auskunft der Denkmalschutzbehörde.

## Bodendenkmäler der Gemeinde Walderbach

### Bodendenkmäler in der Gemarkung Dieberg
| Lage               | Objekt | Akten-Nr.     | Bild |
| ------------------ | --- | ------------- | ---- |
| Dieberg (Standort) | Archäologische Befunde der abgegangenen frühneuzeitlichen Kirche Hl. Blut und ihres mittelalterlichen Vorgängerbaus in Stockhof. | D-3-6840-0131 |      |

### Bodendenkmäler in der Gemarkung Katzenrohrbach
| Lage                      | Objekt                       | Akten-Nr.     | Bild |
| ------------------------- | ---------------------------- | ------------- | ---- |
| Katzenrohrbach (Standort) | Mittelalterlicher Burgstall. | D-3-6840-0008 |      |
| Katzenrohrbach (Standort) | Mittelalterlicher Erdstall.  | D-3-6840-0009 |      |

### Bodendenkmäler in der Gemarkung Kirchenrohrbach
| Lage                       | Objekt | Akten-Nr.     | Bild |
| -------------------------- | --- | ------------- | ---- |
| Kirchenrohrbach (Standort) | Mesolithische Freilandstation, neolithische Siedlung. | D-3-6740-0021 |      |
| Kirchenrohrbach (Standort) | Mesolithische Freilandstation, vorgeschichtliche Siedlung. | D-3-6840-0010 |      |
| Kirchenrohrbach (Standort) | Archäologische Befunde des Mittelalters und der frühen Neuzeit im Bereich der Katholischen Filialkirche St. Maria Magdalena in Kirchenrohrbach, darunter die Spuren von Vorgängerbauten bzw. älterer Bauphasen. | D-3-6840-0040 |      |
| Kirchenrohrbach (Standort) | Mesolithische Freilandstation. | D-3-6840-0044 |      |
| Kirchenrohrbach (Standort) | Mittelalterlicher Burgstall. | D-3-6840-0136 |      |

### Bodendenkmäler in der Gemarkung Walderbach
| Lage                  | Objekt | Akten-Nr.     | Bild |
| --------------------- | --- | ------------- | ---- |
| Walderbach (Standort) | Archäologische Befunde des Mittelalters und der frühen Neuzeit im Bereich des ehemaligen Zisterzienserklosters Walderbach, darunter die Spuren von Vorgängerbauten bzw. älterer Bauphasen sowie abgegangener Gebäude. | D-3-6840-0017 |      |
| Walderbach (Standort) | Mesolithische Freilandstation, vorgeschichtliche Siedlung. | D-3-6840-0041 |      |
| Walderbach (Standort) | Spätpaläolithische Freilandstation. | D-3-6840-0042 |      |
| Walderbach (Standort) | Mesolithische Freilandstation, vorgeschichtliche Siedlung. | D-3-6840-0043 |      |
| Walderbach (Standort) | Bestattungsplatz des Mittelalters bzw. der frühen Neuzeit. | D-3-6840-0048 |      |
| Walderbach (Standort) | Archäologische Befunde des abgegangenen frühneuzeitlichen Spitals der Klöster Walderbach und Reichenbach. | D-3-6840-0143 |      |